# José Antonio Ricaurte Rigueiros
José Antonio de Ricaurte y Rigueiros (16 de mayo de 1748 en Santafé de Bogotá- 9 de mayo de 1804 en Cartagena de Indias) fue un abogado, político y mártir neogranadino.
Fue un Abogado de la Real Audiencia de Bogotá y escritor que llegó a ser alcalde ordinario de Santafé de Bogotá en 1775, sirvió como abogado defensor del prócer colombiano Antonio Nariño.

## Biografía
Estudió en el Colegio de San Bartolomé luego en la Universidad Javeriana donde obtuvo su título de abogado. Fue contador del tribunal de cuentas y agente fiscal del Su Rey en la real audiencia de Santafé. Se casó con Mariana Ortega, cuñada del precursor de la independencia colombiana, Antonio Nariño.
Fue fundador del periódico Estrella Nacional.
Era el Abogado de Antonio Nariño enjuiciado por traducir los derechos del hombre prohibido por la corona española, por esta acción y haber defendido a Nariño fue encarcelado, sin proceso el 2 de agosto de 1795. Fue desterrado, torturado y encarcelado por la Real Audiencia junto a Antonio Nariño, José de Ayala y Vergara, Francisco Antonio Zea, Luis de Rieux, Sinforoso Mutis, José María Cabal y otros en las bóvedas de Bocachica en una cárcel de Cartagena de Indias, lugar donde esperó 9 años en una celda y donde terminó muriendo a los 55 años.